# Leitmedium
Als Leitmedien werden in der Publizistik- und Medienwissenschaft Medien bezeichnet, die einen besonders starken Einfluss auf die öffentliche Meinung und auf andere Massenmedien ausüben. Ein bedeutendes Merkmal ist die Reichweite, die anhand Nutzerzahlen gemessen werden kann.
Dagegen wird in den Kulturwissenschaften das Aufkommen dominanter Medien, etwa Zeitungen oder Hörfunk, als Leitmedium verstanden. Insgesamt ist die Verwendung des Begriffs uneinheitlich. In Zeitungen und Zeitschriften dient er oft der Selbstbeschreibung.

## Entstehung des Begriffs
Bereits im Jahr 1970 ist der Begriff als Untertitel eines Buches zum Thema „Fernsehen als Leitmedium“ verwendet worden. Etabliert hat er sich um die Jahrhundertwende. Erst im Jahr 1999 hat Jürgen Wilke in einem sozialwissenschaftlich Aufsatz Zeitungen und Zeitschriften „mit Einfluss auf die Gesellschaft und auf andere Medien“ als Leitmedien definiert. Drei Jahre später hat Udo Göttlich den Begriff in einem kulturwissenschaftlichen Lexikonartikel als „Dominanz eines spezifischen Einzelmediums in einer historischen Phase“ beschrieben.
In der Kommunikationswissenschaft werden damit konkrete Medienangebote beschrieben (z. B. Der Spiegel, Süddeutsche Zeitung, FAZ etc.), von denen mehrere zugleich als Leitmedium fungieren können. Nur Qualitätsmedien können nach Wilke als Leitmedien fungieren, denen eine besondere Kompetenz zugeschrieben wird. In den Medienwissenschaften geht es um grundsätzlich verschiedene Mediengattungen (z. B. Bücher, Fernsehen, Internet), von denen in einer historischen Phase jeweils eine als Leitmedium herausragt. Im Medium Fernsehen wird beispielhaft ein Medium gesehen, das eine breite Öffentlichkeit herstellt und zu gemeinsamer Orientierung beitragen kann.

## Leitmedien im Sinne von Qualitätsmedien
Als bestimmendes Kriterium für ein Qualitätsmedium wird an erster Stelle Glaubwürdigkeit genannt und die Fähigkeit des Agenda-Settings.
Daneben wird die Nutzung der Leitmedien von Journalisten, für die Themensuche, die Themenauswahl, als Quelle für die Recherche, die Bewertung und das eigene Hintergrundwissen hervorgehoben. Auch die Redakteure der TV-Nachrichtensendungen orientieren sich an den renommierten Print-Presseorganen und tragen so deren Botschaft in die breite Öffentlichkeit.
Bestimmend ist auch die Reichweite bei Entscheidern. Die Reichweite in der allgemeinen Öffentlichkeit wird demgegenüber eher nicht als Kriterium angesehen.
Gänzlich uneinheitlich wird die Zitierhäufigkeit bewertet: Häufige Zitate sprechen zwar für die Fähigkeit Themen zu setzen, ein viel zitiertes Boulevard-Blatt wird durch viele Zitate jedoch nicht zu einem Qualitäts-Medium.

### Einordnung der Boulevard-Presse
Der deutschen Boulevard-Presse wurde im Jahr 2023 in der Mainzer Langzeitstudie zum Medienvertrauen lediglich von drei Prozent der erwachsenen Bevölkerung Glaubwürdigkeit entgegengebracht. Obwohl die Boulevard-Presse also zweifelsfrei die Kriterien von Leitmedien nicht erfüllen, werden sie von Medienschaffenden als Leitmedium eingestuft und tauchen in entsprechenden Aufzählungen auf.

### Presse-Ranking in Deutschland
In der traditionellen Interpretation bezieht sich der Begriff Leitmedium häufig auf Printmedien.
1999 hat der Medienwissenschaftler Jürgen Wilke eine Untersuchung veröffentlicht, welche Medien der gedruckten Presse von Journalisten häufig bei der Recherche konsultiert werden. Wilke ermittelte aus einer 1993 unter deutschen Journalisten durchgeführten Umfrage die am meisten benutzten Pressetitel. Zwischen einem Drittel und zwei Drittel aller Journalisten benutzten demnach (in absteigender Reihenfolge der Häufigkeit einer Nennung):
- Der Spiegel – 66,7 %
- Süddeutsche Zeitung – 46,6 %
- Stern – 37,1 %
- Frankfurter Allgemeine Zeitung – 36,2 %
- Die Zeit – 34,4 %
- Focus – 29,3 %
- Taz – 24,5 %
- Frankfurter Rundschau – 23,5 %
- Die Welt – 22,2 %
- Bild – 21,8 %
- Handelsblatt – 10,6 %

Deutsche Journalisten wurden in einer Untersuchung im Sommer 2005 gefragt, welche Medien sie regelmäßig nutzen. Mit großem Abstand sagten jeweils gut ein Drittel der Befragten, sie griffen regelmäßig zur Süddeutschen Zeitung und zum Spiegel. Die fünf führenden Presseerzeugnisse sind:
- Süddeutsche Zeitung – 35 %
- Der Spiegel – 34 %
- Frankfurter Allgemeine Zeitung – 15 %
- Die Zeit – 11 %
- Bild – 10 %

Diese Daten der Studie des Kommunikationswissenschaftlers Siegfried Weischenberg beruhen auf der Befragung von 1533 repräsentativ ausgewählten Journalisten.
Die International Herald Tribune griff dies 2011 auf und verwendete leitmedium als Germanismus, als sie nach dem German leitmedium fragte. Sie zog – jeweils in Verbindung mit den zugehörigen Internetseiten – fünf Zeitungen und Zeitschriften für diese Position in Betracht:
- Der Spiegel
- Süddeutsche Zeitung
- Frankfurter Allgemeine Zeitung
- Die Zeit
- Bild

Regelmäßige Erhebungen zur Nutzung ausgewählter Medien werden von der Leseranalyse Entscheidungsträger in Wirtschaft und Verwaltung seit 1975 alle zwei bis drei Jahre, und seit 2010 jährlich veröffentlicht. Im Online-Bereich nimmt Spiegel Online die Funktion eines Leitmediums ein.

### Presse-Ranking International (Auswahl)
| Staat                  | Zeitung                        | Erscheinungsort   | Gründungsjahr | Sprache        | Quelle(n)     | politische Ausrichtung                                                      |
| ---------------------- | ------------------------------ | ----------------- | ------------- | -------------- | ------------- | --------------------------------------------------------------------------- |
| Australien             | The Age                        | Melbourne         | 1854          | Englisch       |               | linksliberal                                                                |
| Belgien                | De Standaard                   | Brüssel           | 1918          | Niederländisch | [ 17 ]        | konservativ                                                                 |
| Belgien                | Le Soir                        | Brüssel           | 1887          | Französisch    | [ 17 ] [ 18 ] | liberal                                                                     |
| Deutschland            | Der Spiegel                    | Hamburg           | 1947          | Deutsch        | [ 19 ] [ 20 ] | linksliberal (eher sozialstaatlich und liberal-progressiv)                  |
| Deutschland            | Süddeutsche Zeitung            | München           | 1945          | Deutsch        | [ 22 ] [ 23 ] | linksliberal (eher sozialstaatlich und liberal-progressiv)                  |
| Deutschland            | Frankfurter Allgemeine Zeitung | Frankfurt am Main | 1949          | Deutsch        | [ 24 ] [ 25 ] | marktliberal und eher liberal-progressiv                                    |
| Deutschland            | Die Zeit                       | Hamburg           | 1946          | Deutsch        | [ 26 ]        | linksliberal (eher sozialstaatlich und zwischen progressiv und konservativ) |
| Frankreich             | Le Monde                       | Paris             | 1944          | Französisch    | [ 27 ]        | linksliberal                                                                |
| Frankreich             | Le Figaro                      | Paris             | 1826          | Französisch    | [ 28 ]        | konservativ                                                                 |
| Hongkong               | South China Morning Post       | Hongkong          | 1903          | Englisch       | [ 29 ]        |                                                                             |
| Indien                 | The Times of India             | Neu-Delhi         | 1838          | Englisch       | [ 30 ]        | konservativ                                                                 |
| Irland                 | The Irish Times                | Dublin            | 1859          | Englisch       | [ 31 ] [ 32 ] | linksliberal                                                                |
| Italien                | Corriere della Sera            | Mailand           | 1876          | Italienisch    | [ 33 ] [ 34 ] | liberal-konservativ                                                         |
| Italien                | La Repubblica                  | Rom               | 1976          | Italienisch    | [ 35 ] [ 36 ] | linksliberal                                                                |
| Italien                | Il Sole 24 Ore                 | Mailand           | 1865          | Italienisch    | [ 37 ] [ 38 ] | wirtschaftsliberal                                                          |
| Israel                 | Haaretz                        | Tel Aviv          | 1919          | Hebräisch      | [ 39 ]        |                                                                             |
| Japan                  | Asahi Shimbun                  | Tokio             | 1879          | Japanisch      | [ 40 ]        |                                                                             |
| Kanada                 | The Globe and Mail             | Toronto           | 1844          | Englisch       | [ 41 ] [ 42 ] | liberal-konservativ                                                         |
| Kanada                 | La Presse                      | Montréal          | 1889          | Französisch    | [ 43 ]        |                                                                             |
| Niederlande            | NRC Handelsblad                | Rotterdam         | 1970          | Niederländisch | [ 44 ] [ 45 ] | liberal                                                                     |
| Schweiz                | Neue Zürcher Zeitung           | Zürich            | 1780          | Deutsch        | [ 46 ]        | konservativ                                                                 |
| Schweiz                | Le Temps                       | Lausanne          | 1998          | Französisch    | [ 47 ]        | liberal                                                                     |
| Spanien                | El País                        | Madrid            | 1976          | Spanisch       | [ 48 ] [ 49 ] | linksliberal                                                                |
| Türkei                 | Hürriyet                       | Istanbul          | 1948          | Türkisch       | [ 50 ] [ 51 ] | regierungsnah                                                               |
| Türkei                 | Cumhuriyet                     | Istanbul          | 1924          | Türkisch       | [ 52 ]        | kemalistisch                                                                |
| Vereinigtes Königreich | The Times                      | London            | 1785          | Englisch       | [ 53 ]        | konservativ                                                                 |
| Vereinigtes Königreich | The Daily Telegraph            | London            | 1855          | Englisch       | [ 55 ]        | konservativ                                                                 |
| Vereinigtes Königreich | The Guardian                   | London            | 1821          | Englisch       | [ 56 ]        | linksliberal                                                                |
| Vereinigte Staaten     | The New York Times             | New York City     | 1851          | Englisch       | [ 57 ]        | linksliberal                                                                |
| Vereinigte Staaten     | The Washington Post            | Washington, D.C.  | 1877          | Englisch       | [ 58 ] [ 59 ] | liberal                                                                     |
| Vereinigte Staaten     | The Wall Street Journal        | New York City     | 1889          | Englisch       | [ 60 ]        | konservativ                                                                 |
| Vereinigte Staaten     | Bloomberg News/Businessweek    | New York City     | 1990          | Englisch       |               |                                                                             |

## Leitmedien im Sinne der Medienform
Im Laufe der Mediengeschichte haben unterschiedliche Formen der Kommunikationsmedien jeweils eine führende Rolle eingenommen.
- Mittelalter: Handschrift, Urkunde und Kodex
- Frühe Neuzeit: Flugschrift, Buch
- Neuere Geschichte: Buch und Zeitung
- seit Mitte der 1930er Jahre: Hörfunk
- ab den 1960er Jahren: Fernsehen
- seit der Wende zum 21. Jahrhundert: Fernsehen und Internet

### Soziale Medien als Leitmedien der jungen Generation
YouTube, Instagram und TikTok dominieren den Medienkonsum Jugendlicher und junger Erwachsenen deutlich vor den sonstigen Internet-Angeboten, vor dem Fernsehen und vor der Print-Presse. Sowohl durch das hohe Misstrauen gegenüber journalistischen Medien als auch durch den Trend hin zu videolastigen Angeboten werden in der jüngeren Generation auch politische Nachrichten bevorzugt über Instagram und TikTok konsumiert. YouTube und TikTok wird deshalb eine Rolle bei der politischen Meinungsbildung von Kindern und Jugendlichen attestiert.
Kontrovers diskutiert wird, ob die starke Präsenz der AfD in den Sozialen Medien ursächlich für Veränderungen der politischen Einstellung bei jüngeren Wählern ist oder ob ein allgemeiner Stimmungswandel Auslöser ist.
Die Kritik an den Sozialen Medien und speziell an TikTok mündet auf der einen Seite in Verbots-Initiativen und auf der anderen Seite in Aufrufe, sich mit eigenen Inhalten zu beteiligen.
Mit der Kampagne #ReclaimTikTok (deutsch: „TikTok zurückgewinnen“) sollen vermehrt seriöse Inhalte gefördert werden.
Mit dem Medienangebot funk engagiert sich bereits das öffentlich-rechtliche Fernsehen in den Sozialen Medien, wobei eingeräumt wird, dass die staatliche Finanzierung es erleichtert, den dafür nötigen Aufwand zu treiben.

## Kritik und Vertrauensverlust
Die Leitmedien (in Deutschland) sahen sich Mitte der 2010er Jahre verstärkter Kritik ausgesetzt, wobei vor allem ihre Glaubwürdigkeit, Unabhängigkeit und journalistische Ethik in Frage gestellt wurde. So wurde etwa in der Wulff-Affäre Vorverurteilung und Unverhältnismäßigkeit („Skandalisierungsexzess“) kritisiert. Insgesamt wurde ein signifikanter Vertrauensverlust bei den Leitmedien konstatiert, mit der Folge, dass ihr Einfluss abnahm und sich Medienkonsumenten anderer Quellen bedienten.
Zu einer anderen Einschätzung kam Sebastian Turner, demnach der Einfluss der Leitmedien seit Mitte der 1990er Jahre deutlich gestiegen ist und sie auch in den sozialen Medien die stärkste Quelle darstellen. Eine Analyse von sieben ausgewählten Printmedien ergab, dass ihre Reichweite in diesem Zeitraum nahezu konstant blieb (von 14,7 % auf 14,0 %), insgesamt aber mit 23,9 % (2015) deutlich stieg.
In den 2020er Jahren scheint bei einzelnen Themen eine einordnende Kommentierung von Nachrichten durch die Leitmedien mitunter kaum mehr stattzufinden.
So kritisiert der Politikwissenschaftler Mohssen Massarrat die „groteske Einseitigkeit“ der deutschen Medien zum Israel-Palästina Krieg. Die Plattform junger Wissenschaftler und Journalisten Dis:orient sieht beim gleichen Thema einen differenzierte Darstellung in den Leitmedien als „nicht abgebildet“ an.
Eine Studie der Otto Brenner Stiftung sieht die Berichterstattung in den ersten Monaten des Ukraine-Kriegs zwar als „nicht vollkommen einseitig“ an, stellt jedoch fest, dass lediglich im Spiegel diplomatische Verhandlungen als eindeutig sinnvoll bewertet und über die Lieferung von schweren Waffen ausgewogenen berichtet wurde.
Bei der Berichterstattung zum Ukrainekrieg sieht Harald Welzer im Rahmen einer wissenschaftlichen Analyse die Leitmedien in einer Rolle, die ihnen nicht zukommt. Statt einer kritischen Berichterstattung und Kommentierung sieht er eine Tendenz zu einem „einheitlichen Narrativ“. Die Lage würde „nicht entfernt“ in ihrer „ganzen Komplexität und Widersprüchlichkeit“ geschildert. An der „stattfindenden normativen Umformatierung zentraler gesellschaftlicher Ziele“ hätte der politische Journalismus dadurch einen großen Anteil.
Die Medienwissenschaftler Michael Meyen und Lutz Mükke werten die Tatsache, dass die „tonangebenden bundesrepublikanischen Leitmedien Frankfurter Allgemeine und Süddeutsche Zeitung, Der Spiegel und Die Zeit so gut wie nicht abonniert“ werden, als Versagen der Leitmedien im Osten, das nur durch gut ausgestattete Büros im Osten zu verhindern gewesen wäre. Da dies nicht stattgefunden hat, konnte die notwendige Vielfalt in der Berichterstattung nicht geschaffen werden.